# Tu forma de ver el mundo
Tu forma de ver el mundo es una película dramática argentina de 2022 dirigida por Germán Abal. Narra la historia entre un abogado y un hombre mayor que se hacen amigos durante su estadía en un hospital, y a la vez descubrirán que pueden darle un nuevo sentido a la vida a pesar del panorama desolador en el que se encuentran. Está protagonizada por Jorge Garrido, Omar Musa, Gabriela Valenti, Tadeo Iglesias, Gastón Pauls y Mario Alarcón. La película tuvo su estreno en las salas de cines de Argentina el 23 de junio de 2022 bajo la distribución de Vi-DOC.

## Sinopsis
Alan es un abogado que un día sufre un accidente automovilístico y queda internado en un hospital, donde conocerá a Víctor, un hombre de la tercera edad que se convierte en su compañero de habitación y con el que intentará comenzar una amistad. Víctor está muy cerca del final de su vida y buscará que Alan intente conocer que hay otras formas de vivir a pesar de la condición en la que se encuentran.

## Reparto
- Jorge Garrido como Alan
- Omar Musa como Víctor
- Gabriela Valenti como Inés
- Tadeo Iglesias como Lautaro
- Gastón Pauls como Dr. Maidana
- Mario Alarcón como Alonzo
- Alejandro Fiore como Padre
- Magalí Castagno como Josefina
- Leonardo Venegas como Martín
- Chela Cardalda como Miriam
- Christian Vodopivec
- Sabrina Ravelli como Secretaria
- Federico Pagnotta Lemes como Iván

## Recepción

### Comentarios de la crítica
La película recibió críticas positivas por parte de los expertos, aunque algunos cuestionaron su simpleza. Adolfo C. Martínez del diario La Nación valoró que la película «se apoya en la sencillez y las buenas actuaciones para lograr un relato entretenido que invita a la reflexión». Por su parte, Santiago García del portal de internet Leer cine destacó que «es una película de factura prolija pero a la vez casi amateur» y que la historia navega por «lugares comunes buenistas que no convence a nadie». Mex Faliero del sitio web Funcinema resaltó que «a pesar de ser una película casi amateur, luce profesional y está narrada con solvencia, e incluso fusiona con buen pulso las breves participaciones de algunos intérpretes con más recorrido como Gastón Pauls, Alejandro Fiore o Mario Alarcón». En una reseña para la página web Cine argentino hoy, Matías Frega escribió que se trata de «un film simple e intimista que busca llegar al corazón del espectador a través de una historia que se enfoca en las verdaderas prioridades de la vida».
Por otro lado, Gustavo Castagna de A sala llena otorgó a la película 1 estrella y media de 5, diciendo que aparecen «interpretaciones actorales de discreta medianía (o menos que eso)» y que está «destinada a convertirse en una película que, muy lejanamente, deja vislumbrar sus mínimos méritos cinematográficos». En cambio, Mariana Zabaleta del sitio web Subjetiva elogió que el «proceso dramático está bien relatado, de manera directa y sin distracciones, el guión y la puesta en escena no se detienen en detalles confusos o melodramáticos; consolidando así una propuesta que no tiene posibilidades de fracasar ante un público popular».